# Улица Кржижановского (Москва)
Улица Кржижано́вского — улица в Юго-Западном административном округе города Москвы на территории Академического района и района Котловка. Расположена между улицей Вавилова и Нахимовским проспектом. Пересекает улицы: Профсоюзную, Ивана Бабушкина и Новочерёмушкинскую. С нечётной стороны примыкают улицы Львова и Большая Черёмушкинская. Нумерация домов начинается от пересечения улицы Кржижановского с улицей Ивана Бабушкина.

## Географическое расположение
Территория, на которой была проложена улица Кржижановского, имеет типичный рельеф Теплостанской возвышенности и включает в себя долины двух притоков Москвы-реки — Чуры (7 км) и Коршунихи (3,4 км). Их долины прослеживаются на карте рельефа в виде значительных понижений. Во время застройки местных территорий вся Коршуниха и по большей части Чура были убраны в подземные коллекторы, тем не менее они сильно повлияли на геометрию застройки. Улица Кржижановского в самом начале пересекает долину Чуры, далее на большом протяжении идёт параллельно Нахимовскому проспекту, но в конце делает резкий поворот из-за необходимости под прямым углом пересечь долину Коршунихи. Этот участок улицы является самым старым, так как он показан на плане Москвы уже в 1939 году.
Между долинами Чуры и Коршунихи располагается обширный холм ледникового (возможно, доледникового происхождения) — главное поднятие Академического района. Вблизи домов 13 и 14 холм надрезан вытянутым углублением, относящимся к бассейну Коршунихи.

## Происхождение названия
Улица названа в память о Г. М. Кржижановском — революционере, учёном, авторе работ по электрификации народного хозяйства, с 1929 по 1939 год вице-президенте АН СССР.

## История
Современная улица Кржижановского находится в районе Академический, на его месте до середины XX века располагались сёла Троицкое Черёмушки и Черёмушки-Знаменское, в начале 1950-х здесь развернулось строительство семи пронумерованных Черёмушкинских улиц. 5-я Черёмушкинская улица получила своё название в 1955 году, она спроектирована на месте Черёмушкинского кирпичного завода и деревни Шаболово. После включения в состав Москвы 5-я Черёмушкинская была переименована в улицу Кржижановского.
Официально современное название было утверждено 27 июля 1963 года.
Имение Шаболово в XVIII веке принадлежало князю Александру Александровичу Прозоровскому (1715—1769), тёзке и старшему брату знаменитого екатерининского фельдмаршала, главнокомандующего Москвы Прозоровского. В 1721 году Пётр I пожаловал их отцу соседнее имение Зюзино, поэтому можно предположить, что Шаболово перешло в род Прозоровских, причём было либо даровано одновременно, либо куплено позднее. В конце XVIII века Шаболово принадлежало семье Бекетовых, а в середине XIX века — генерал-лейтенанту Николаю Александровичу Бутурлину (1801—1867). Позднее Шаболово получила в качестве приданого дочь Бутурлина Екатерина Николаевна, в замужестве Ржевская. После её смерти в 1898 году имение отошло сыну и было национализировано во время революции. Созданный там совхоз некоторое время носил название «Ржевский» в честь последних владельцев. О бывшей усадьбе Шаболово напоминают остатки парка в южной части Новочерёмушкинской улицы.

## Характер застройки
Западная часть улицы застроена в 1950—1960-х годах пятиэтажными панельными домами серии 1-515/5. Восточная часть улицы Кржижановского от Профсоюзной — домами распространённой в 1949—1969 годах серии II-03 с красными кирпичными фасадами.

## Перечень строений

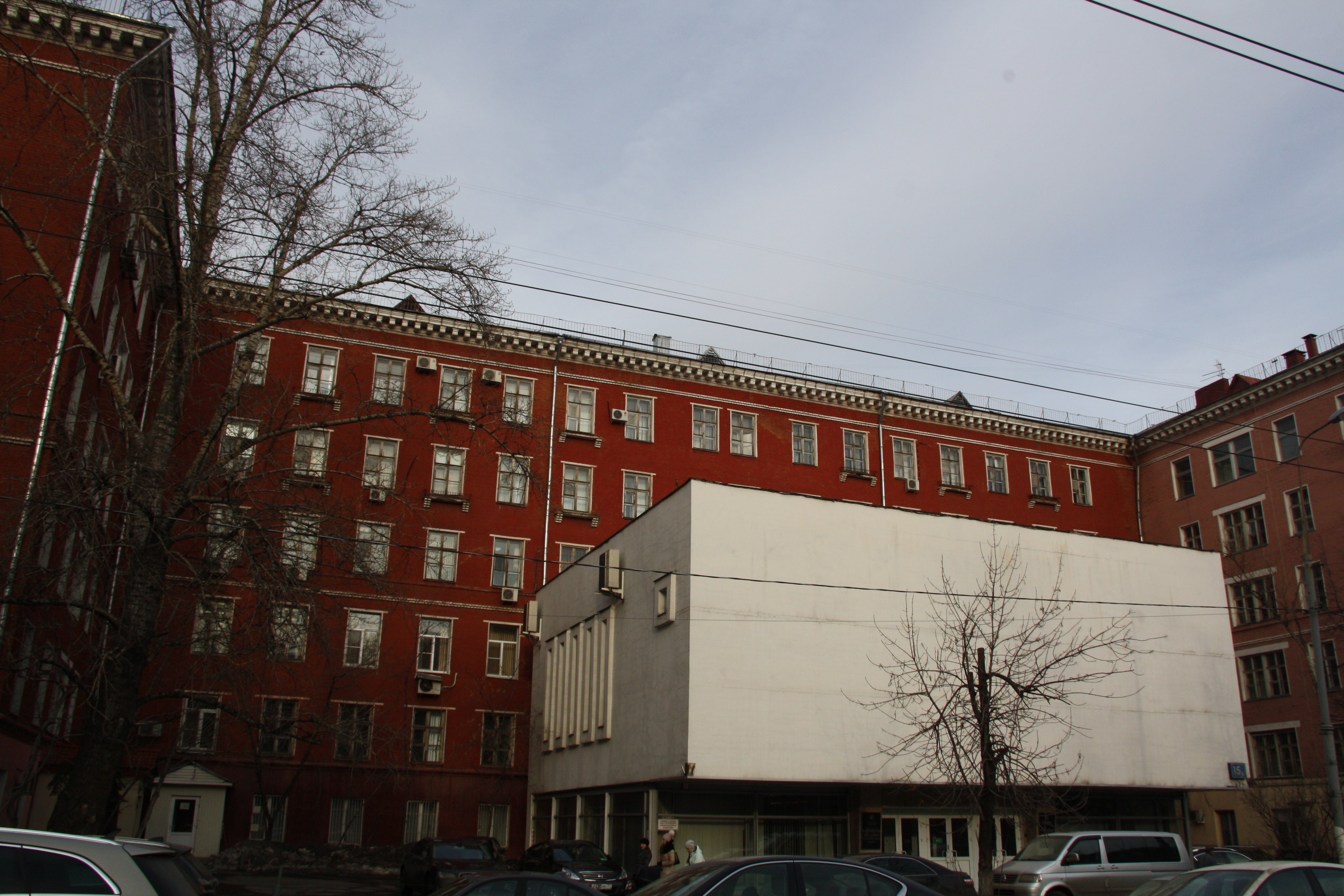
Отделение сельскохозяйственных наук РАН, ул. Кржижановского, д.15, к2

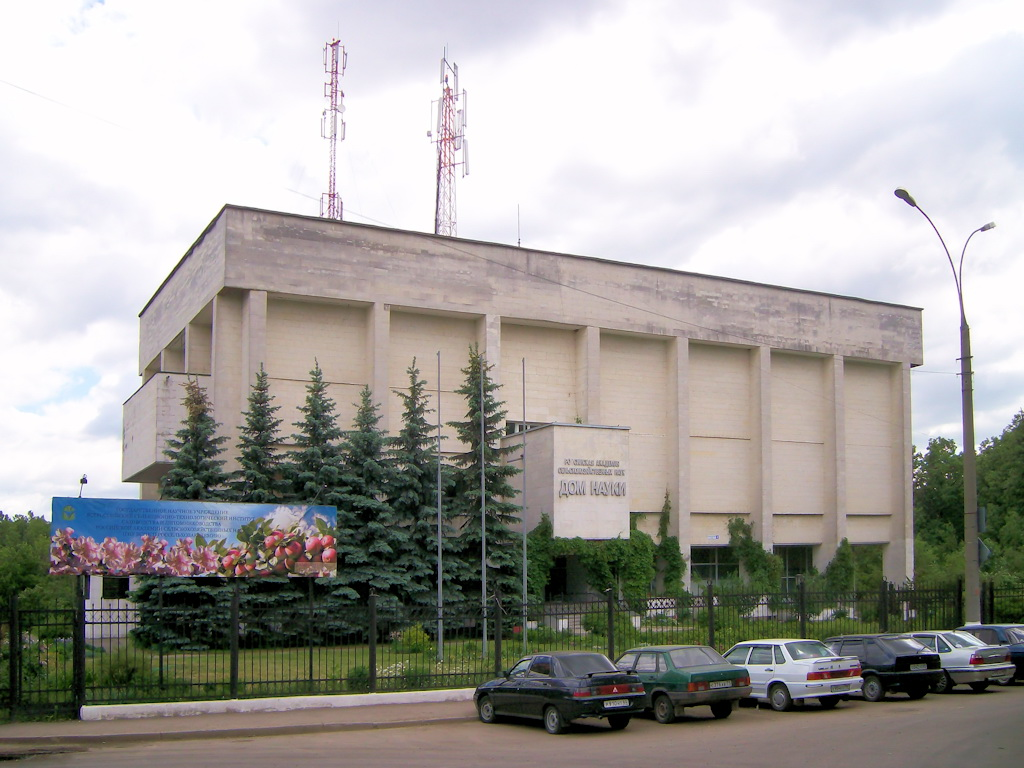
Дом науки Россельхозакадемии

По информации на 2017 год на улице Кржижановского располагаются следующие дома, по нечётной стороне:
- № 1/19 (Ивана Бабушкина, 19/1) — 5-этажный жилой дом с административными помещениями, Союз общественных объединений инвалидов Чернобыля[11][12];
- № 3 — кирпичный пятиэтажный жилой дом, 1957 г. постройки, 6 подъездов.[13];
- № 3 стр. 1 — кирпичный одноэтажный нежилой дом, 2011 г. постройки;
- № 5, корпуса 1, 2, 3;
- № 7 корпус 2 — кирпичный пятиэтажный нежилой дом, 1952 г. постройки. В здании располагаются офис информационного агентства «ИнфоРос» и Делового Клуба ШОС[14];
- № 7 корпус 3 — кирпичный пятиэтажный жилой дом, 1952 г. постройки[15];
- № 8 корпус 2 (улица Профсоюзная, 11) — кирпичный пятиэтажный жилой дом, 1957 г. постройки. В здании расположены Юго-Западное территориальное агентство департамента имущества города Москвы[16] и «Музей 60-х»[17];
- № 13 корпус 1 — кирпичный пятиэтажный нежилой дом, 1953 г. постройки[18]. В здании расположено Главное управление Министерства юстиции Российской Федерации по городу Москве[19];
- № 15 корпус 1 — Московская Высшая школа бизнеса[20];
- № 15 корпус 2 — Отделение сельскохозяйственных наук РАН[21];
- № 15 корпус 4 — пятиэтажный нежилой кирпичный дом, 1955 г. постройки. В здании расположен Московский Колледж Градостроительства и Сервиса № 38, отделение «Кржижановское»[22];
- № 15 корпус 5 — пятиэтажный нежилой блочный дом, 1955 г. постройки. В здании расположена библиотека № 186 имени С. А. Есенина[23];
- № 15 корпус 7 — кирпичный пятиэтажный нежилой дом, 1955 г. постройки. В здании располагается Городской институт предпринимательства[24];
- № 25 — кирпичный дом по индивидуальному проекту на основе серии II-03, 1954 г. постройки[9];
- № 29, корпуса 1—9.

По чётной стороне:
- № 2/21 — кирпичный пятиэтажный жилой дом, 1957 г. постройки[25];
- № 4А — ГБОУ Школа № 1533 «ЛИТ»
- № 16 корпус 1 — Здание нефтехимического холдинга «Сибур»[26];
- № 16 корпус 2 — кирпичный пятиэтажный нежилой дом, 1955 г. постройки. В здании расположена воинская часть 55002;
- № 20/30 корпус 3 — кирпичный пятиэтажный нежилой дом, 1955 г. постройки[27]. В здании расположен Черемушкинский районный суд;
- № 20/30 корпус 4 — кирпичный пятиэтажный нежилой дом, 1955 г. постройки[28]. В здании расположен Зюзинский районный суд[29];
- № 20/30 корпус 7 — Управление внутренних дел по Юго-Западному административному округу ГУ МВД России по городу Москве;
- № 24/35 корпус 1 — пятиэтажный нежилой дом, 1955 г. постройки[30]. В здании расположен Институт русского языка и культуры МГУ им. М. В. Ломоносова[31];
- № 24/35 корпус 2, 3, 4, 6;
- № 24/35 корпус 5 — пятиэтажный нежилой дом, 1954 г. постройки[32]. В здании располагается Социологический факультет Государственного академического университета гуманитарных наук[33].

## Транспорт
Главный фактор, определяющий специфический облик улицы Кржижановского — трамвайная линия.
Трамвайный маршрут № 26 (Метро «Университет» — Метро «Октябрьская») проходит по всей улице Кржижановского до Большой Черёмушкинской улицы, далее следует до станции метро «Октябрьская». Маршрут открыт в 1956 году. Без изменений включён в маршрутную сеть «Магистраль» города Москвы.
Автобусный маршрут № 41 (Метро «Калужская» — Даниловский рынок) проходил на участке от Профсоюзной улицы до Большой Черёмушкинской улицы. В ноябре 2021 года был укорочен до Даниловского рынка (ранее следовал до станции метро «Добрынинская») и был включён в маршрутную сеть «Магистраль» города Москвы без изменения номера. А с 23 марта 2024 года был фактически отменён.

## Проекты благоустройства
В 2017 году в Академическом районе планируется благоустроить пять объектов образования, в том числе школы № 1533 «ЛИТ» на улице Кржижановского, 4А. Работы по благоустройству прилегающей территории начались 1 июня.
В 2017 году власти Москвы запустили программу реновации ветхого жилья. В список улиц, попадающих под действие программы, вошла и улица Кржижановского. Согласно результатам подсчёта голосов жильцов по программе на улице Кржижановского сносу подлежат пятиэтажные дома серии I-515 с номерами 32, 34, 36.